# Parque megalítico dos Coureleiros
Der Parque megalítico dos Coureleiros ist ein archäologischer Park in Santiago Maior im Distrikt Portalegre, Nord-Alentejo in Portugal mit Megalithanlagen aus dem Neolithikum. Er befindet sich an der Straße von Castelo de Vide nach Portalegre bzw. Alpalhão.

## Lage
Im Park liegen fünf Antas relativ nah beieinander, die zusammen mit den Antas da Coutada de Alcogulo eine der beiden großen Gruppen von Sepulkraldenkmälern im Kreis Castelo de Vide darstellen. Von den fünf Antas existieren noch drei; zwei weitere sind zwar katalogisiert, aber bereits stark gestört.
Vier Antas liegen nördlich einer Bahnlinie zu beiden Seiten eines Schotterweges, der zu einem großen Granitsteinbruch führt; eine fünfte fragmentarische liegt nördlicher auf einer Anhöhe. Der Bau der Bahnlinie hat die Antas stark beschädigt. Neue Ausgrabungen wurden zu Beginn der 1990er Jahre durchgeführt.

## Funde und Befunde
- Von Anta 1, einer kleinen polygonalen Anlage, sind nur Reste vorhanden. Bei den Nachuntersuchungen wurden hier fünf intakte Schieferplattenidole geborgen.

- Anta 2 (rechts des Weges), pittoresk von einer Eiche überragt, ist eine große polygonale Anlage, deren Deckstein schräg in die Kammer verstürzt ist. Vom Gang ist nur ein Tragstein erhalten; von den anderen konnten noch die Standspuren ermittelt werden. Danach hatte der Gang eine Länge von mehr als sechs Metern. An Funden kamen Scherben von Knickwandgefäßen, ein Steinbeil, ein Beilbruchstück, mehrere Pfeilspitzen, Klingen und Perlen zum Vorschein. 1910 wurde Anta 2 zum Monumento Nacional[2] (Nationalen Monument) klassifiziert, während die anderen Antas seit 1997 zu Imóveis de Interesse Público[3] (zum Gebäude öffentlichen Interesses) erklärt wurden.

- Anta 3 ist eine kleine polygonale Anlage mit einer Kammer mit sieben Tragsteinen und einem schmalen Gang von über zwei Metern Länge. Im Jahre 1945 wurden Ausgrabungen durchgeführt, bei denen vier Steinbeile, vier Klingen, ein Mahlstein aus Granit mit Reibstein gefunden wurden. Die Nachgrabung erbrachte weitere zehn Steinbeile, einen Hammer, Bergkristalle und Trapezklingen.

- Auch Anta 4 war eine große Anlage. Sie liegt links in der Kurve zum Steinbruch und wurde in den 1940er Jahren als Schweinestall missbraucht. Der Gang wurde erst durch die neuen Ausgrabungen freigelegt. Sie erbrachten zerscherbte Keramik, Pfeilspitzen, Klingen, vier Schieferplatten, das Fragment einer solchen und Perlen[1].

Megalithanlagen im Kreis um Castelo de Vide:
- Menhir da Meada ist der größte der Iberischen Halbinsel, ein beeindruckender Monolith mit mehr als 7 Meter Höhe und 15 Tonnen Gewicht, entdeckt 1965.
- Anta de Melriça
- Anta do Alcogulo 1
- Anta da Nave do Grou
- Barragem romana da Tapada Grande
- Caminho carreteiro do Cabeço das Carreiras
- Chafurdão das Lancheiras
- Chafurdão do Vale de Cales
- Chafurdão e sepultura esc. na rocha 3 do Vale da Bexiga
- Lagar da Tapada das Galegas
- Lagariça da Tapada Grande
- Lagariça do Vale do Cano
- Menhir do Carvalhal
- Moinho e Chafurdão de A Barragem
- Nekropole de St.ºAmarinho
- Nekropole I da Boa Morte
- Nekropole rupestre do Vale do Cano
- Peso de lagar da Charca Grande